# نیکلاس آندرسن
نیکلاس آندرسن (انگلیسی: Niklas Andersen؛ زادهٔ ۴ اوت ۱۹۸۸) بازیکن فوتبال اهل آلمان است.
از باشگاه‌هایی که در آن بازی کرده‌است می‌توان به باشگاه فوتبال روت‌وایس اسن، باشگاه ورزشی وردر برمن، و باشگاه فوتبال کمنیتس اشاره کرد.
وی همچنین در تیم ملی فوتبال زیر ۲۰ سال آلمان بازی کرده‌است.